# 연방의 별

오스트레일리아의 국장에 그려진 연방의 별

연방의 별(영어: Commonwealth Star 코먼웰스 스타[*])은 오스트레일리아를 상징하는 칠각별이다. 1901년 1월 1일에 오스트레일리아 연방이 수립되면서 제정되었으며 오스트레일리아의 국기, 오스트레일리아의 국장에 그려져 있다.
6개의 모서리는 오스트레일리아 연방을 형성한 6개의 주를 뜻하며 7번째 모서리는 미래의 오스트레일리아에 편입될 주와 준주를 의미한다. 원래는 6개의 모서리를 가진 별이었지만 1905년에 파푸아 준주가 설립된 것을 계기로 1909년을 기해 7개의 모서리를 가진 별로 수정하여 오늘에 이른다.

## 사진

오스트레일리아의 국기
오스트레일리아의 국장